# No. 2 Training Group RAAF
Le no 2 Training Group RAAF était une unité de la Royal Australian Air Force (RAAF), formé à Sydney en août 1941 dans le cadre d'une réorganisation de l'armée de l'air, et dissoute en mars 1946 après la fin de la Seconde Guerre mondiale.

## Histoire
Avant la Seconde Guerre mondiale, la Royal Australian Air Force était suffisamment petite pour que tous ses éléments soient directement contrôlés par le quartier général de lMelbourne. Après le déclenchement de la guerre en septembre 1939, la RAAF a commencé à décentraliser sa structure de commandement, en fonction des augmentations des effectifs et des unités,. D'abord par la création des Groupes No 1 et 2 pour commender les unités de Victoria et de Nouvelle-Galles du Sud,. Puis, entre mars 1940 et mai 1941, la RAAF divise l'Australie et la Nouvelle-Guinée en quatre zones de commandement géographiques : zone centrale, zone sud , zone ouest et zone nord. Chacune est dirigée par un Commandant d'Officier Aérien (AOC) responsable de l'administration et des opérations de toutes les bases aériennes et unités dans sa zone. Le groupe n ° 2, qui avait été créé le 20 novembre 1939, a été reformé en tant que commandement de la zone centrale le 7 mars 1940. Basé à Sydney, la zone centrale contrôlait toutes les unités de l'armée de l'air en Nouvelle-Galles du Sud, à l'exception de celles dans le sud de la Riverina et le nord de l'état.
Au milieu de 194, le programme de formation de la RAAF en expansion a nécessité la création d'organisations globales sur une base semi-fonctionnelle et semi-géographique. En conséquence, le 2 août, le groupe no 2 (entraînement) a été formé à Sydney pour assumer la responsabilité des unités d'entraînement alors sous le commandement de la zone centrale,. Trois autres groupes d'entraînement ont été envisagés, mais en l'occurrence, seul le no 1 à Melbourne a été créé. Le groupe no 2 (formation) a déménagé son quartier général de Sydney à Wagga, Nouvelle-Galles du Sud, le 22 mai 1942. Début  1943, les deux groupes de formation actifs relevaient directement du quartier général de la RAAF. Le capitaine de groupe Frederick Scherger a commandé le groupe no 2 (entraînement) de juillet à novembre 1943. Le commodore de l'air Frank Lukis a pris le commandement en avril 1945 et a occupé le poste pendant le reste de la guerre du Pacifique.
À la fin de la guerre, le groupe no 2 (entraînement) a été dissous à Wagga le 26 mars 1946.